# Kista
Kista és una ciutat als afores d'Estocolm, de 10.000 habitants, que s'ha convertit en un important centre tecnològic de Suècia i d'Europa en general.
A Kista s'ha concentrat l'activitat acadèmica de les universitats amb el treball d'instituts d'investigació i d'unes 350 empreses entorn del desenvolupament de tecnologia, especialment de comunicacions sense fil. Un total de 65.000 persones treballen a Kista i altres 4.000 hi estudien. Entre les empreses destaca la sueca Ericsson, un gegant de les comunicacions, entre d'altres com Nokia, HP, Microsoft, Intel i Oracle.y